# Caroline Anthonypillai
Caroline Anthonypillai (8 de octubre de 1908 – 7 de julio de 2009) fue una autora, política y líder esrilanquesa.
Esposa de S.C.C. Anthonypillai, ciudadano srilanqués organizador sindical y político indio. A veces se la invoca "figura principal del movimiento de izquierda"

## Biografía
Caroline (nacida Dona Caroline Rupasinghe Gunawardena) en 1908, en Avissawella de Don Jakolis Rupasinghe Gunawardena, un jefe del pueblo y además agente británico, y su esposa. Tenía ocho hermanos, que incluía al héroe nacional Philip Gunawardena. Después de que su padre fuese detenido por los británicos, durante redadas comunales, fue enviada a la escuela para niñas budistas, donde adquirió ideas nacionalistas. Después de completar sus estudios, regresó a su pueblo a enseñar en una escuela budista.
Se le pidió que enseñara idioma cingalés a Anthonypillai, uno de los muchos tamiles quien decidió unirse al movimiento obrero. A pesar de que era cristiano, mientras ella era budista, y siendo seis años mayor que él, se casaron en 1939 y tuvieron cuatro hijos.

## Activismo de preguerra
En 1931, comenzó a trabajar en las campañas políticas, y ayudó a su hermano a impugnar una elección cerrada, lo que profundizó su resolución por la justicia social. También participó en las protestas de obtener igualdad de derechos para soldados de Ceilán  de la Primera Guerra Mundial, que eran descuidados por el gobierno colonial. En 1935, ayudó a fundar el Lanka Sama Samaja Party (LSSP: el primer partido político de Sri Lanka) con sus hermanos Harry, Philip, y Robert. Tras su matrimonio, Anthonypillai y Caroline fueron a Hill Country para organizar a los tamiles en el sindicalismo.

## Activismo en tiempos de guerra
Como trotskistas, Caroline y Anthonypillai se oponían a la guerra por ser ejemplo de imperialismo, y así el gobierno británico tomó medidas contra el LSSP. En 1942, Caroline se unió a su esposo, en Madurai, India, donde continuaron su sendero de resistencia. Después de que su hermano fuese detenido en Mumbai, Caroline huyó de vuelta a Sri Lanka para proteger a sus dos hijos.

## Activismo de posguerra
Anthonypillai y Caroline luego se mudaron a Madurai para convertirse en líderes sindicales. Ella organizó muchas marchas de trabajadores molineros de Madurai, lo que llevó a muchas reivindicaciones del sindicato que se cumplieran. Como se produjo represión, Caroline utilizaba métodos ingeniosos de desparramar información para subvertir las represiones.